# Rubus bollei
Rubus bollei — вид рослин з родини Розові (Rosaceae), ендемік Мадейри та Канарських островів.

## Поширення
Ендемік Мадейри (о. Мадейра) та Канарських островів (о-ви Гран-Канарія, Гомера, Ієрро, Ла-Пальма, Тенерифе).